# Cambra de Comerç de València
La Cambra de Comerç de València és una corporació de dret públic fundada el 1887 amb seu a València, i regulada per la Llei 3/1993 de 22 de març, i que té com a finalitats:
1. Representació, promoció i defensa dels interessos generals del comerç, la indústria i la navegació.
2. Exercici de les competències de caràcter públic previstes en la Llei, o que puguin encomanar i delegar les Administracions Públiques.
3. Prestació de serveis a les empreses.

Es va fundar a instàncies de l'Ateneu Mercantil de València per Estanislao García Monfort i va col·laborar en l'Exposició Regional Valenciana del 1909 i en la Primera Demostració Econòmica Valenciana del 1952. Des del 1902 també edita la revista La Cámara, que des del 2005 és editada en format digital. Ha organitzat nombrosos cursos i publicacions. Forma part del Consell de Cambres de la Comunitat Valenciana.

## Òrgans de govern
Els principals òrgans de govern són:
- Ple: òrgan suprem de govern i representació. Està compost per empreses de la demarcació i persones de reconegut prestigi en el món empresarial, triats, democràticament, cada 4 anys.
- Comitè Executiu: òrgan permanent de gestió i administració. Format pel President ostenta la representació de la institució, presideix tots els seus òrgans col·legiats i és el responsable de l'execució dels seus acords; dos vicepresidents, un tresorer i cinc vocals.
- Comissions i Grups de Treball

## Composició del Comitè Executiu
Des del setembre de 2022, el Comitè Executiu està compost per:
- President: José Vicente Morata Estragués
- Vicepresidenta 1a: María José Mainar Puchol (Mainar Proyectos)
- Vicepresident 2n: Vicente Folgado Tárrega (Tableros Folgado)
- Tresorer: Juan Francisco Cámara Gil (Torrescámara y Compañía de Obra)
- Vocals:

- Vicente Boluda Fos (Boluna Corporación Martítima)
- Francisco José Corell Grau (ESK)
- Francisco Costa Ferrer (Caixabank)
- Vicente Lafuente Martín (Protecmet)
- Pau Villalba Magraner (Mercadona)